# Ménédème d'Érétrie
Pour les articles homonymes, voir Ménédème.
Ménédème d'Érétrie (v.  339-265 av. J.-C.) est un philosophe grec, originaire d'Érétrie, membre de l'école d'Élis, disciple de son fondateur Phédon d'Élis. Il se fonde sur les enseignements de Socrate, mais rejette ceux de Platon.
Il fonde l'école érétrienne de philosophie sur le modèle de l'école d'Élis et il est considéré comme un des plus célèbres philosophes socratiques mais son influence n'a guère été durable et son école s'éteint rapidement, confondue en philosophie avec l'école de Mégare.

## Biographie
Ce que l'on sait de lui a été transmis par Diogène Laërce et dans une moindre mesure par Plutarque. Originaire d'une famille illustre mais pauvre, Ménédème est architecte et décorateur de théâtre. Il fut envoyé comme militaire à Mégare , condition qu'il quitte pour suivre l'enseignement de Platon, qu'il délaissa bientôt, entrainé par son ami Asclépiade de Phlionte pour suivre celui de Stilpon dont l'école est installée à Élis.
Asclépiade et Ménédème importèrent l'école dans leur cité d'origine ; Ménédème, d'abord méprisé de ses concitoyens, obtint reconnaissance et honneurs jusqu'à se voir confier l'administration de la ville et le rôle d'ambassadeur à plusieurs reprises, notamment auprès des Macédoniens Ptolémée, Lysimaque et Démétrios Poliorcète, tandis qu'Antigone II Gonatas dit être son disciple. Devenu riche et réputé, Ménédème a mené une vie sobre. Agressif dans ses discussions « au point de s’en aller à la fin de l’entretien les yeux tout gonflés », il est pourtant décrit comme un homme doux dans ses actes et « des plus estimables par la gravité de ses mœurs et la sagesse de sa conduite ». Son nom semble avoir été indissociable de son ami Asclépiade aux yeux de ses contemporains, à telle enseigne que Diogène Laërce rapporte une rixe avec Cratès de Thèbes à la suite d'allusions sur la nature de leurs relations. Vers 277, âgé de 74 ans, peu après la victoire d'Antigone II sur les Galates à Lysimacheia, il meurt de tristesse ou se suicide en se privant de nourriture, selon les versions, à la suite de négociations infructueuses concernant sa ville auprès du souverain de Macédoine, et des soupçons de trahison qui pèsent sur lui.

## Doctrine
Il envisage l'existence d'un seul bien résidant dans l'Intelligence et qui porte différents noms : prudence, justice et courage, et permet selon lui le discernement entre le vrai et le faux. Ménédème n'est, en cela, pas innovateur, car il reprend les thèses de l'école mégarique, où il a suivi l'enseignement d'Euclide, qu'il expose néanmoins « avec plus de grandeur et d'éclat ». Suivant le nominalisme des philosophes cyniques desquels on a pu parfois le rapprocher, il refuse aux qualités toute existence propre en dehors des objets individuels.
Il n'accorde aucune considération à Platon ni à Xénocrate, ni au cyrénaïsme, leur préférant son maître Stilpon, auquel il voue une grande admiration. Il attache une plus grande importance aux doctrines morales qu'à la dialectique, dont il rejette toutes les propositions négatives, hypothétiques et copulatives, ainsi que les propositions composées, pour n'admettre que les propositions simples et identiques, ainsi que les jugements catégoriques affirmatifs.

## Sources
- Diogène Laërce, Vies, doctrines et sentences des philosophes illustres [détail des éditions] (lire en ligne), Ménémède et Cratès.
- Cicéron, Académiques, II, 42, en ligne sur le site de Philippe Remacle.
- Plutarque (trad. du grec ancien par Pierre Maréchaux), Comment tirer profit de ses ennemis, Paris, Rivages Poches, 1993, 175 p. (ISBN 978-2-7436-2966-3).